# Tour Carpe Diem
O Tour Carpe Diem é um arranha-céu de escritórios em Courbevoie, em La Défense, o distrito comercial da área metropolitana de Paris.
O arquiteto deste projeto é Robert A.M. Stern, que ultrapassa Jacques Ferrier e Norman Foster na competição.
A ênfase está nos aspectos ecológicos, estéticos e práticos que conectam a rua para torná-la um local animado e comercial. O edifício, localizado no centro histórico do distrito comercial de La Défense, atrás do calçadão e na periferia do edifício da cidade, consiste em um edifício de 166 metros de comprimento (altura da avenida circular) para uso de escritórios com 47100 m2 de área útil, incluindo empresa de catering de 310 m2 Pode acomodar mais de 3000 pessoas.